# Arturo Rivera y Damas
Arturo Rivera y Damas (30 septembre 1923 - 26 novembre 1994) était le neuvième évêque et le cinquième archevêque de San Salvador au Salvador. Le mandat de Rivera comme archevêque (1983-1994) coïncide avec la guerre civile salvadorienne. Il fut le successeur immédiat de l'archevêque Óscar Romero, après l'assassinat de ce dernier par les escadrons de la mort de la junte militaire salvadorienne. Pendant l'archevêché de Romero (1977-1980), Rivera était son allié clef. Il avait été l'auxiliaire du prédécesseur de longue date de Romero, Luis Chávez y González (1938-1977). Il était également ami avec mère Teresa, restée au domicile familial de ce dernier lors de sa visite au Salvador.

## Biographie
Rivera est né à San Esteban Catarina au Salvador le 30 septembre 1923. Il a été ordonné prêtre de l'ordre des Salésiens de Don Bosco le 19 septembre 1953. Il déclare au National Catholic Reporter : « J'ai rejoint les Salésiens parce que je voulais travailler avec les pauvres, et à l'époque, c'était eux qui le faisaient. »
Il a été nommé pour sa première tournée en tant qu'évêque auxiliaire de San Salvador le 30 juillet 1960. En même temps, il est nommé évêque titulaire de Legia (de) et est consacré le 23 octobre 1960 par Luis Chávez y González avec comme co-consécrateurs Pedro Arnoldo Aparicio y Quintanilla (it) et Rafael Valladares y Argumedo. Sous la lumière des bouleversements sociaux commencés dans l'archidiocèse dans les années 1970, Rivera a soutenu le travail pastoral controversé entrepris par le père Rutilio Grande dans la périphérie rurale de San Salvador. Selon l'académicien jésuite Rodolfo Cardenal, Rivera « a soutenu les innovations pastorales et théologiques » menées par les Jésuites. Cependant, la hiérarchie de l'Église a apparemment désapprouvé parce que, lorsque l'archevêque Chávez a pris sa retraite en 1977, ils ont ignoré Rivera, l'auxiliaire de Chávez, et ont choisi le plus conservateur Óscar Romero comme archevêque de San Salvador, à la consternation des libéraux. À ce moment-là, Rivera était considéré comme étant un « évêque rouge » en raison de son activisme. 
En septembre 1977, Rivera est nommé évêque de Santiago de María, remplaçant Óscar Romero. Pendant le mandat houleux de ce dernier en tant qu'archevêque, la Conférence épiscopale du Salvador s'est divisée à propos de la direction de Romero. Les évêques étaient divisés entre un secteur conservateur, prétendument aligné sur les institutions traditionnelles du pouvoir dans la société salvadorienne, et des groupes progressistes influencés par les doctrines réformistes du concile Vatican II et de la conférence de Medellín de 1968. Rivera assistera aux deux synodes influents. 
Après l'assassinat de Romero le 24 mars 1980, Rivera est nommé administrateur apostolique de l'archidiocèse, mais pas archevêque, jusqu'en février 1983. Le mandat de Rivera a été une période délicate, au cours de laquelle il a cherché à éviter le sort de Romero, tout en dénonçant les injustices et les crimes de guerre avec véhémence. L'Église sous Rivera a fait en sorte, au côté des Nations unies, que le processus de paix soit bel et bien mis en marche. En 1989, l'archevêque Rivera a présidé l'un des moments les plus sombres de la période de la guerre civile, lorsque le personnel jésuite de l'Université Centraméricaine de San Salvador Universidad Centroamericana "José Simeón Cañas" a été massacré lors d'assassinats qui ont fait écho aux meurtres du début de la guerre, comme celui de Romero. Rivera aurait dit à Alfredo Cristiani, le président du Salvador, de poster des soldats devant ses bureaux. « Ne vous méprenez pas, a alors déclaré Rivera au président. Ce n'est pas que je fais confiance aux soldats. Mais si je suis tué, je veux que l'on sache clairement qui l'a fait. »
Le massacre de l'UCA a fait pression sur le gouvernement pour qu'il mette fin à la guerre et signe un accord de paix. Rivera a modéré les négociations des accords de paix définitifs signés entre le FMLN et le gouvernement salvadorien en 1992. Au cours des dernières années de son mandat, Rivera a ardemment travaillé en faveur de la canonisation de son prédécesseur martyr. 
Rivera meurt le 26 novembre 1994. Durant une visite de la cathédrale métropolitaine Saint-Sauveur de San Salvador, où Rivera et ses prédécesseurs sont enterrés, le pape Jean-Paul II dit de Rivera qu'il est « entré dans l'éternité après avoir vu la paix, pour laquelle lui et les autres évêques du Salvador ont œuvré sans repos, surgir à l'horizon. »